# エリザベス・トンプソン
エリザベス・トンプソン（Elizabeth Southerden Thompson、1877年に結婚した後、バトラー夫人: Lady Butlerとも呼ばれる、1846年11月3日 - 1933年10月2日）はイギリスの画家である 。戦争の情景を描いた。

## 略歴
スイスのローザンヌでイギリス人の両親のもとに生まれた。妹のアリス・メネル(Alice Meynell:1847-1922)は詩人、随筆家として有名になった。イタリアで育てられ、1862年から美術の教育を受け、1866年にロンドンのサウスケンジントンの女子美術学校で学んだ。1869年にフィレンツェに移り、ジュゼッペ・ベルッチに学び、フィレンチェの美術学校(Accademia di Belle Arti di Firenze)に入学した。
初め宗教に関する絵画を描いていたが1870年にパリに移った後、エルネスト・メソニエやエドゥアール・デタイユの作品に触れて、戦争の場面を描くようになった。普仏戦争の一般の兵士やクリミヤ戦争で疲れ切った兵士の隊列を描いた『点呼』のような作品を描いた。1874年の夏にロイヤル・アカデミーに出展した作品は多くの人々が鑑賞に訪れた。若い女性画家が戦争画を描くことも人気の要因であった。1877年にアイルランド出身の軍人、ウィリアム・バトラー(William Francis Butler :1838–1910)と結婚した。
1879年に、ロイヤル・アカデミー・オブ・アーツの準会員にあと2票あれば選ばれるところまで近づいた。ロイヤル・アカデミー創立時の2人の女性画家を除いて、女性会員は1922年にアニー・スウィナートンが準会員に選ばれるまで出ていない。結婚後は軍人の夫とともに世界各地のイギリス植民地に赴任し、6人の子供を育てながら、妹のアリス・メネルの著作の挿絵なども描いた。
夫の引退後はアイルランドで暮らし、1892年からアイルランドの王立ハイバーニアン・アカデミー(Royal Hibernian Academy)の展覧会などに出展した。1893年のシカゴ万国博覧会の展覧会にも出展した。

## 作品

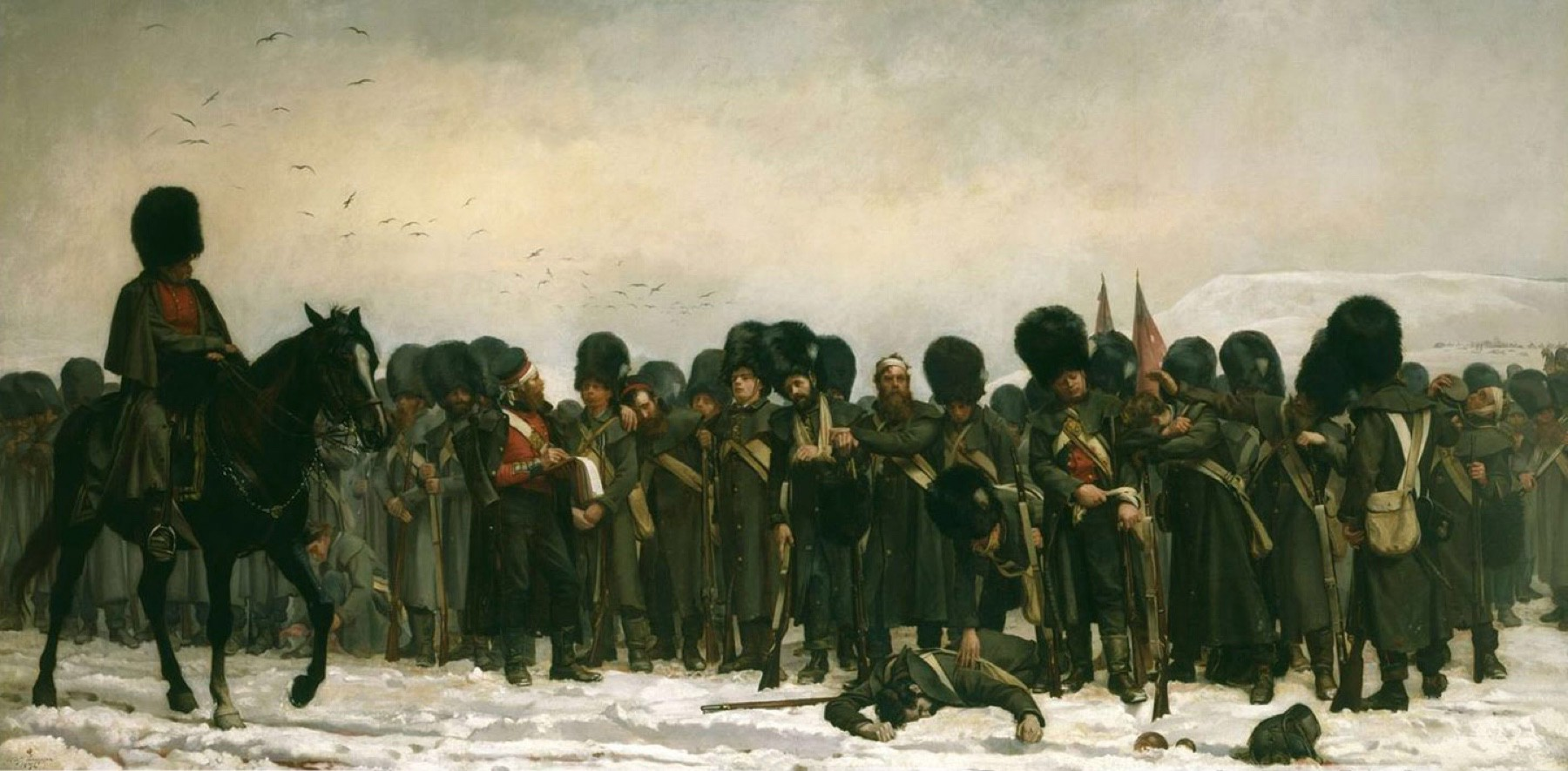
『点呼』(1874)
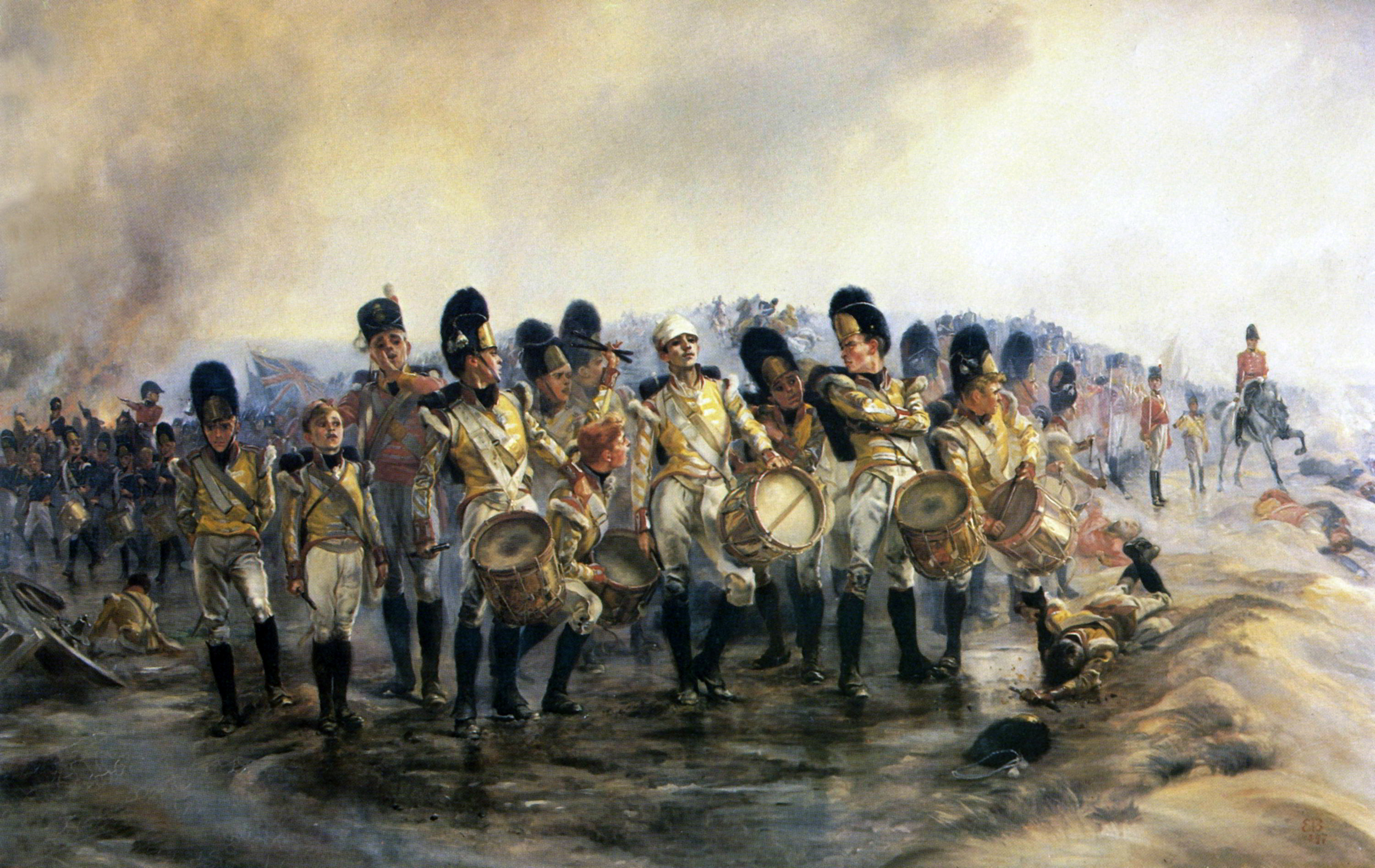
"Steady the drums and fifes!"

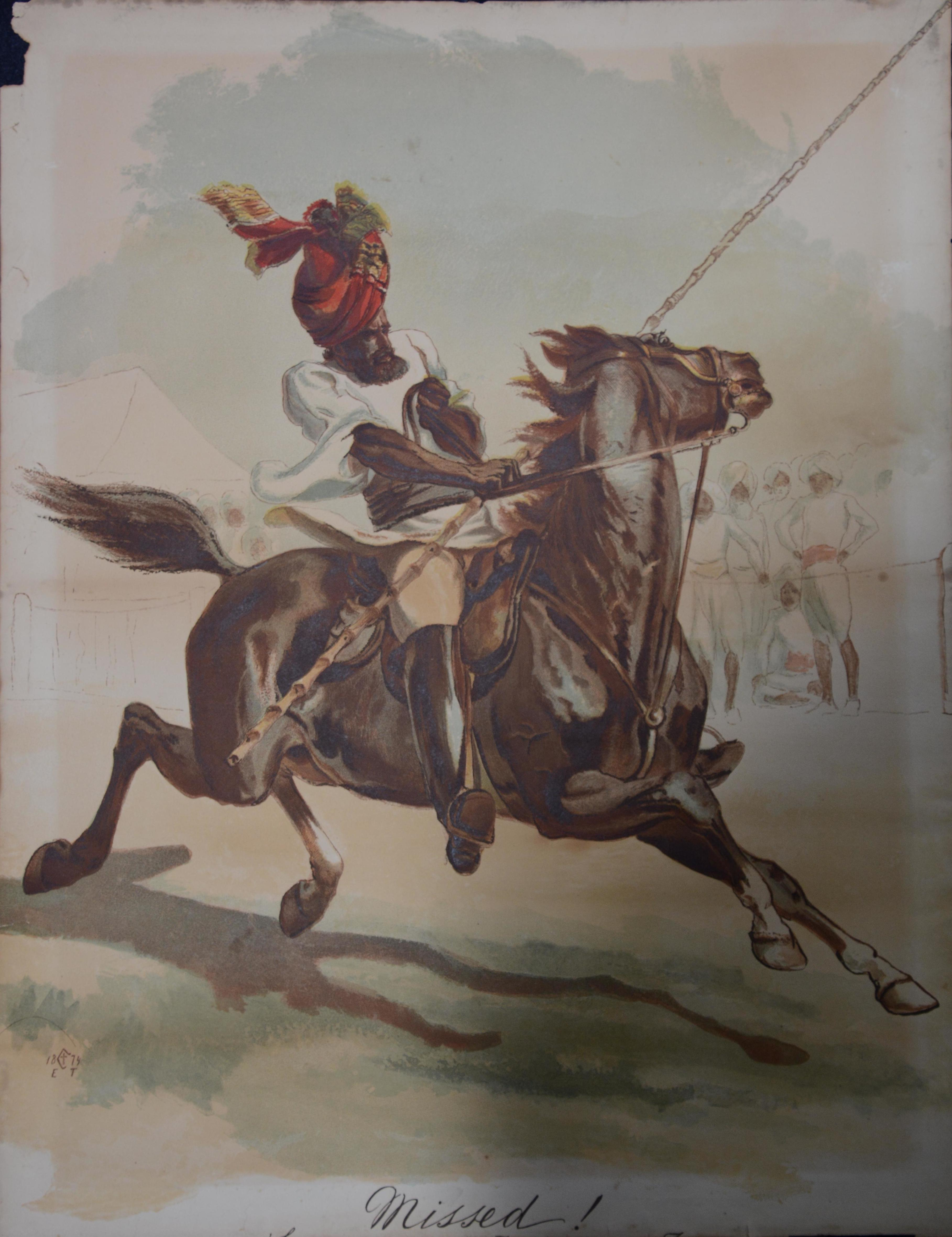
"Missed" (1874)
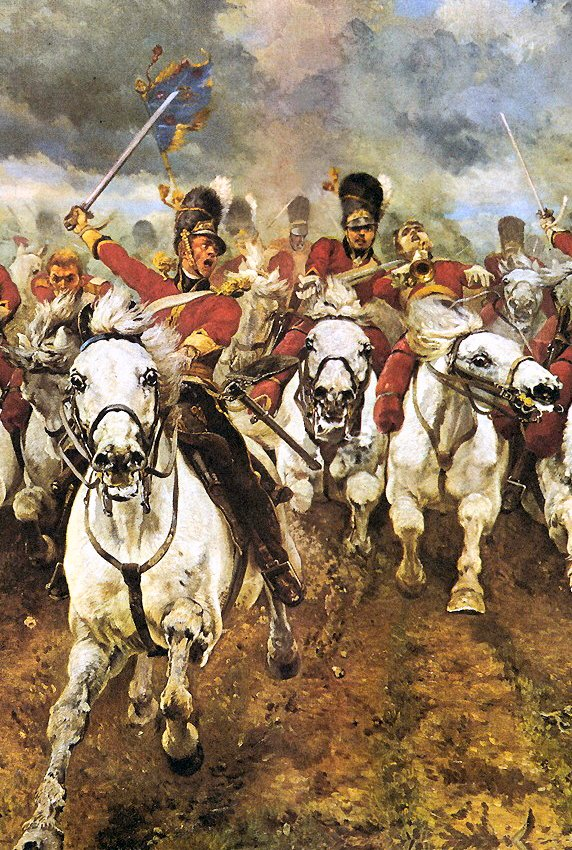
"Scotland Forever! "(部分)(1981)
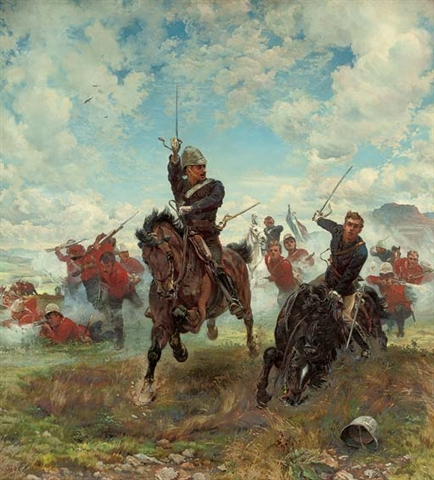
"Floreat Etona!" (1882)
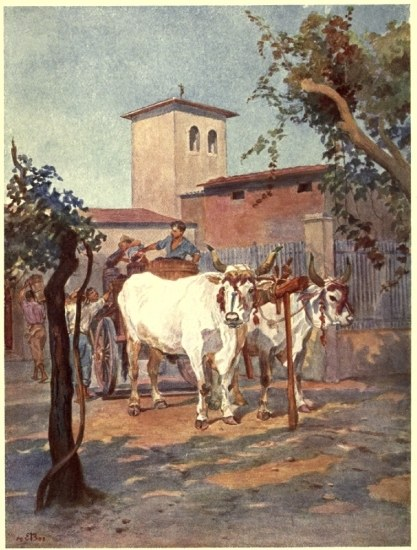

## 著作
- Letters from the Holy Land (London: A & C Black, 1903).
- From Sketch-book and Diary (London: A & C Black, 1909)
- An Autobiography (London: Constable & Co., Ltd., 1923).
- Autobiography (Sevenoaks: Fisher Press, 1993). ISBN 1-874037-08-6